# Vivaron
Vivaron é um gênero de rauisuchia conhecido do final do Triássico (Noriano médio),  Formação Chinle no Novo México. É o segundo rauisuchid conhecido do sudoeste dos Estados Unidos, e destaca a ampla gama biogeográfica taxa semelhante de rauisuchia ocupada durante o Triássico Superior em toda a Pangéia, apesar das variadas assembléias faunísticas em diferentes latitudes.
Vivaron haydeni, um parente dos crocodilos que viveu há 212 milhões de anos, é a única espécie do gênero e foi encontrada em Ghost Ranch, Novo México, em 2009.